# Кишка, Николай (воевода подляшский)
Николай Кишка (пол. Mikołaj Kiszka; около 1520, Дрохичин — февраль 1587) — государственный деятель Великого княжества Литовского и Королевства Польского, кравчий литовский (1554), подчаший великий литовский (1556), староста бельский (с 1568) и дрохичинский (с 1569), воевода подляшский (1569—1587).

## Биография
Представитель одного из самых знатных и богатых (боярских) шляхетских магнатских родов Великого княжества Литовского и Речи Посполитой, происходящего из Подляшья герба Домброва. Младший сын Петра Кишки, воеводы полоцкого (1521—1532), каштеляна трокского и старосты жемайтского (1532) и его жены Елены (урождённой Ильинич). Приходился внуком гетману великому литовскому Станиславу Кишке.
Был горячим сторонником тесного союза Литвы с Короной. За поддержку королевских планов в 1568 году был назначен старостой бельским, а в следующем году, несмотря на оппозицию Василия Тышкевича, воеводой подляшским.
Был сенатором, который вместе с другими занимался организацией похорон короля Сигизмунда II Августа и в 1573 году принимал участие в процедуре избрания нового монарха Генриха Валуа.
В 1575 году первоначально не поддерживал кандидатуру Стефана Батория на польской трон, однако принимал участие в его торжественном возведении на престол и коронационном сейме. Однако, никогда впоследствии не принадлежал к его сторонникам, и даже сопротивлялся воле короля по освобождению от податей дрохичинских мещан.

## Семья
Был дважды женат. В 1555 году женился на княжне Марине Мстиславской (ум. 1563). После смерти жены в 1563 году повторно женился на Барбаре Ходкевич (ум. 1596), дочери Иеронима Ходкевича, графа шкловского и быховского. От второго брака родились сын Николай (oк. 1565—1620) и дочь Барбара (1570—1606).